# Copa Intertoto de la UEFA

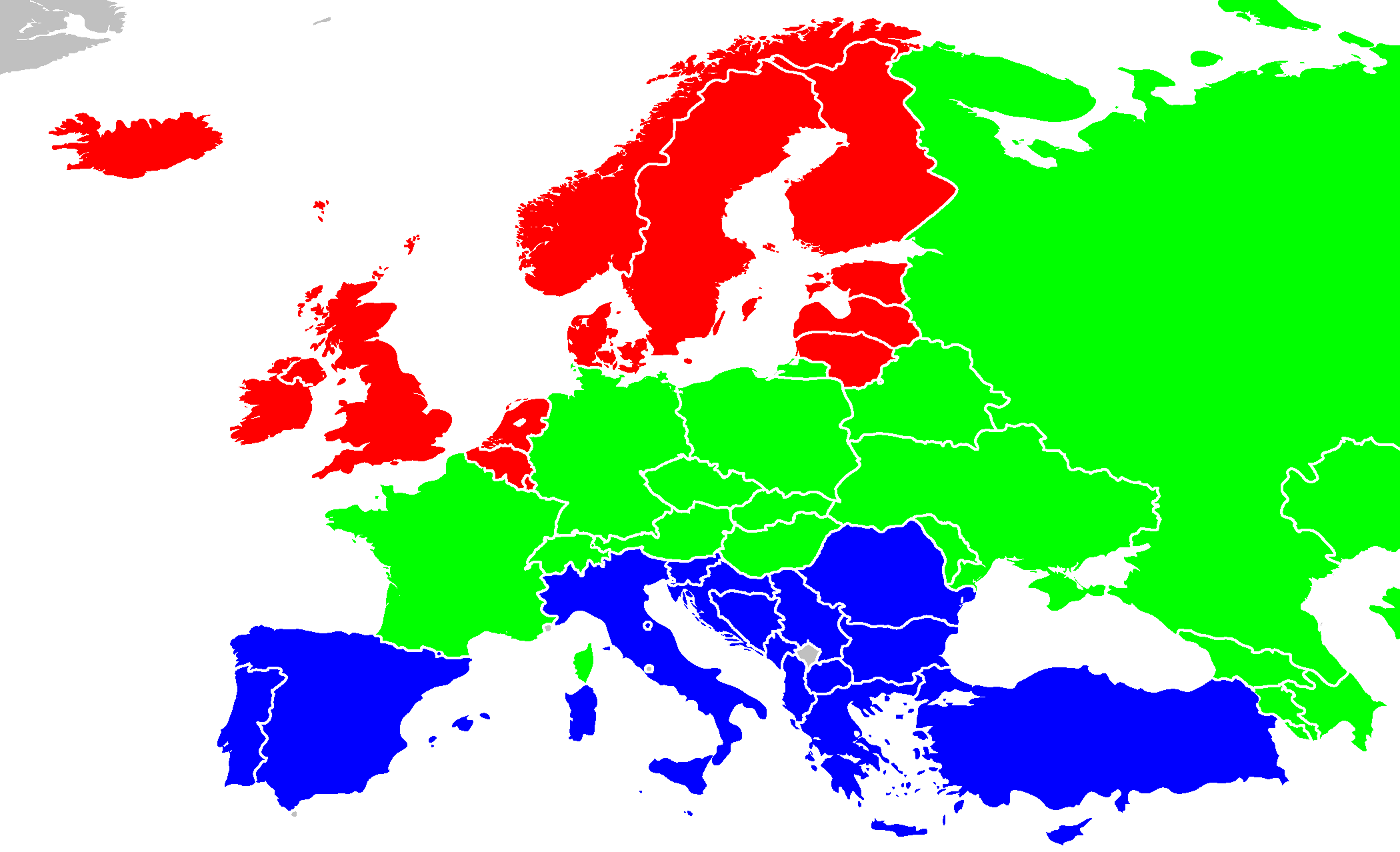
Les 3 regions en un mapa d'Europa

La Copa Intertoto de la UEFA va ser una competició de futbol per a clubs europeus organitzada per la UEFA durant els mesos d'estiu.
Hi prenien part aquells clubs que en finalitzar la respectiva lliga domèstica s'havien classificat en la millor posició sense haver obtingut cap plaça a les principals competicions europees, la Lliga de Campions i la Copa de la UEFA, a més d'haver demanat entrada. Les federacions podien rebre 1 o 2 participants: Les que en rebien 1 podien demanar entrada com a molt els equips en 8a posició i les que en rebien 2, en 12a posició.

## Història
Els orígens de la Copa Intertoto es troben en una competició anomenada Copa de Futbol Internacional (IFC), creada l'any 1961 pels països de l'Europa Central com a medi de generar travesses durant els mesos d'estiu. Entre 1961 i 1967 el torneig s'organitzà amb una sèrie de grups de classificació i unes rondes finals fins a decidir un campió. A partir del 1967 es mantingueren els grups de classificació però es deixà de celebrar la fase final, amb la qual cosa deixà d'haver-hi un campió.
L'any 1995 la UEFA va assumir el torneig i l'oficialitzà, obrint-lo a clubs de tot Europa. S'organitzava en una sèrie de rondes fins a arribar a tres finals que donaven tres campions que rebien una plaça per participar en la següent edició de la Copa de la UEFA.
Per la temporada 2006 la Copa Intertoto va canviar de format. Constava de tres rondes i competien 49 equips. A la primera ronda participaren 26 equips. Els 13 equips guanyadors d'aquesta ronda, juntament amb 15 nous equips, participaren en la segona ronda. Els 14 equips guanyadors d'aquesta ronda, juntament amb 8 nous equips, participaren en la tercera ronda. Els 11 equips que van guanyar en aquesta última ronda, ingressaven directament a la segona ronda de classificació de la Copa de la UEFA. Els partits eren a doble volta. El trofeu de guanyador s'entregava únicament a l'equip que arribava més lluny en la Copa de la UEFA.
L'edició del 2008 va ser la darrera d'aquesta competició, ja que la UEFA canvià el format de la segona competició continental, la Copa de la UEFA.

## Historial

### Copa Intertoto 1961-1967
| Temporada | Guanyadors | Guanyadors          | Finalistes | Finalistes              | Resultat |
| --------- | ---------- | ------------------- | ---------- | ----------------------- | -------- |
| 1961-62   |            | AFC Ajax            |            | SC Feijenoord Rotterdam | 4-2      |
| 1962-63   |            | Slovnaft Bratislava |            | Padova Calcio           | 0-0, 1-0 |
| 1963-64   |            | Slovnaft Bratislava |            | Polonia Bytom           | 1-0      |
| 1964-65   |            | Polonia Bytom       |            | Lokomotive Leipzig      | 5-1, 0-3 |
| 1965-66   |            | Lokomotive Leipzig  |            | IFK Norrköping          | 4-0, 0-1 |
| 1966-67   |            | Eintracht Frankfurt |            | Inter Bratislava        | 1-1, 3-2 |

### Copa Intertoto 1967-1994
Durant aquests anys no hi va haver competició per als guanyadors, només es disputaren fases de grups.

#### Sistema regional (1967, 1968, 1970)
| Any  | Grup A1    | Grup A2   | Grup A3    | Grup A4   | Grup A5      | Grup A6 | Grup B1          | Grup B2   | Grup B3               | Grup B4      | Grup B5      | Grup B6     | Grup B7          | Grup B8        |
| ---- | ---------- | --------- | ---------- | --------- | ------------ | ------- | ---------------- | --------- | --------------------- | ------------ | ------------ | ----------- | ---------------- | -------------- |
| 1967 | Lugano     | Feyenoord | Lille OSC  | Lierse SK | –            | –       | Hannover         | Zagłębie  | Pol. Bytom            | IFK Göteborg | Ruch Chorzów | Košice      | KB               | Fortuna        |
| 1968 | Nuremberg  | AFC Ajax  | Sporting   | Feyenoord | RCD Espanyol | ADO     | Karl-Marx-S.     | Empor R.  | Slovan Br.            | Košice       | Lok. Košice  | Odra Opole  | Eintr. Braunsch. | Legia Varsòvia |
| 1970 | Slovan Br. | Hamburg   | U. Teplice | MVV       | Košice       | –       | Eintr. Braunsch. | Slavia P. | Olympique de Marsella | Öster        | Wisła Kraków | A. Salzburg | Baník Ostrava    | Pol. Bytom     |

#### Sistema no-regional (1969, 1971-94)
| Any  | Grup 1          | Grup 2            | Grup 3                 | Grup 4                 | Grup 5            | Grup 6                 | Grup 7            | Grup 8            | Grup 9           | Grup 10         | Grup 11         | Grup 12       |
| ---- | --------------- | ----------------- | ---------------------- | ---------------------- | ----------------- | ---------------------- | ----------------- | ----------------- | ---------------- | --------------- | --------------- | ------------- |
| 1969 | Malmö FF        | Szomb. Bytom      | SpVgg Fürth            | Žilina                 | Norrköping        | Jednota Trenčín        | Frem              | Wisła Kraków      | Odra Opole       | –               | –               | –             |
| 1971 | Hertha B.       | Stal Mielec       | Servette FC            | Třinec                 | Åtvidaberg        | Eintracht Braunschweig | Austria Salzburg  | –                 | –                | –               | –               | –             |
| 1972 | Nitra           | Norrköping        | AS Saint-Étienne       | Slavia Praha           | Slovan Bratislava | Eintracht Braunschweig | Hannover          | VÖEST Linz        | –                | –               | –               | –             |
| 1973 | Hannover        | Slovan Bratislava | Hertha B.              | FC Zürich              | Rybnik            | Union Teplice          | Feyenoord         | Wisła Kraków      | Nitra            | Öster           | –               | –             |
| 1974 | FC Zürich       | Hamburg           | Malmö FF               | St. Liège              | Slovan Bratislava | Spartak Trnava         | Duisburg          | Baník Ostrava     | Košice           | CUF             | –               | –             |
| 1975 | Tirol Innsbruck | VÖEST Linz        | Eintracht Braunschweig | Zagłębie S.            | Zbr. Brno         | Rybnik                 | Åtvidaberg        | Kaisersl.         | CF Os Belenenses | Čelik Zenica    | –               | –             |
| 1976 | Young Boys      | Hertha B.         | Union Teplice          | Baník Ostrava          | Zbr. Brno         | Spartak Trnava         | Inter. Bratislava | Öster             | Djurgården       | FK Vojvodina    | Widzew Ł.       | –             |
| 1977 | Halmstads BK    | Duisburg          | Inter. Bratislava      | Slavia Sofia           | Slavia Praha      | Frem                   | Jednota T.        | Slovan Bratislava | Öster            | Pogoń Szczecin  | –               | –             |
| 1978 | Duisburg        | Slavia Praha      | Hertha B.              | Eintracht Braunschweig | Malmö FF          | Lok. Košice            | Tatran Prešov     | Mac. Netanya      | Grazer AK        | –               | –               | –             |
| 1979 | Werder B.       | Grasshopper       | Eintracht Braunschweig | Bohemians              | S. Trnava         | Zbr. Brno              | Pirin B.          | Baník Ostrava     | –                | –               | –               | –             |
| 1980 | St. Liège       | Bohemians         | Mac. Netanya           | Sparta Praha           | Nitra             | Halmstads BK           | Malmö FF          | IFK Göteborg      | Elfsborg         | –               | –               | –             |
| 1981 | Wiener SC       | St. Liège         | Werder B.              | Budućnost              | AGF               | Molenbeek              | IFK Göteborg      | Stut. Kickers     | Cheb             | –               | –               | –             |
| 1982 | St. Liège       | Widzew Łódź       | AGF                    | Lyngby                 | AW Mödling        | Bohemians              | Brage             | Öster             | IFK Göteborg     | –               | –               | –             |
| 1983 | FC Twente       | Young Boys        | Pogoń Szczecin         | Mac. Netanya           | Sloboda T.        | Bohemians              | IFK Göteborg      | Hammarby          | Fehérvár         | Vítkovice       | –               | –             |
| 1984 | Bohemians       | AGF               | Fortuna D.             | St. Liège              | AIK               | Malmö                  | Videoton FC       | Mac. Netanya      | FC Zürich        | GKS Katowice    | –               | –             |
| 1985 | Werder B.       | Rot-Weiss Erfurt  | IFK Göteborg           | AIK                    | W. Aue            | Sparta Praha           | Górnik Zabrze     | Mac. Haifa        | Baník Ostrava    | Újpesti D.      | MTK Hungária    | –             |
| 1986 | Fortuna D.      | Union Berlin      | Malmö                  | Rot-Weiss Erfurt       | Sigma O.          | Újpesti D.             | Brøndby IF        | Lyngby            | Lech Poznań      | IFK Göteborg    | Slavia Praha    | Carl Zeiss J. |
| 1987 | Carl Zeiss Jena | Pogoń Szczecin    | Wismut Aue             | Tatabánya              | Malmö             | AIK                    | Etar V.T.         | Brøndby IF        | –                | –               | –               | –             |
| 1988 | Malmö           | IFK Göteborg      | Baník Ostrava          | Austria Viena          | Young Boys        | Kaisersl.              | Ikast FS          | Carl Zeiss J.     | Grasshopper      | Karlsruher      | Bayer Uerdingen | –             |
| 1989 | Luzern          | BK 1903           | Tirol Innsbruck        | Grasshopper            | Tatabánya         | Næstved                | Örebro            | Sparta Praha      | Baník Ostrava    | Örgryte IS      | Kaisersl.       | –             |
| 1990 | Neuchâtel       | Tirol Innsbruck   | Lech Poznań            | Slovan Bratislava      | Malmö             | GAIS                   | Luzern            | First Vienna      | Chemnitz         | Bayer Uerdingen | Odense          | –             |
| 1991 | Neuchâtel       | Lausanne          | Austria Salzburg       | Dukla Banská B.        | BK 1903           | Grasshopper            | Bayer Uerdingen   | Dunajská          | Tirol Innsbruck  | Örebro          | –               | –             |
| 1992 | København       | Siófok            | Bayer Uerdingen        | Karlsruher             | Rapid Viena       | Lyngby                 | Slovan Bratislava | Aalborg           | Slavia Praha     | Lok. Gorna O.   | –               | –             |
| 1993 | Rapid Viena     | Trelleborg        | Norrköping             | Malmö                  | Slavia Praha      | FC Zürich              | Young Boys        | Dyn. Dresden      | –                | –               | –               | –             |
| 1994 | Halmstads BK    | Young Boys        | AIK                    | Hamburg                | Békéscs.          | Slovan Bratislava      | Grasshopper       | Austria Viena     | –                | –               | –               | –             |

### Copa Intertoto 1995-2005
| Any  | Guanyadors | Guanyadors               | Finalistes | Finalistes                | Resultats            |
| ---- | ---------- | ------------------------ | ---------- | ------------------------- | -------------------- |
| 1995 |            | RC Strasbourg            |            | FC Tirol Innsbruck        | 1-1, 6-1             |
| 1995 |            | FC Girondins de Bordeaux |            | Karlsruher SC             | 2-0, 2-2             |
| 1996 |            | Karlsruher SC            |            | Standard Liège            | 0-1, 3-1             |
| 1996 |            | En Avant Guingamp        |            | SC Rotor Volgograd        | 1-2, 1-0             |
| 1996 |            | Silkeborg IF             |            | Segesta Sisak             | 2-1, 0-1             |
| 1997 |            | SC Bastia                |            | Halmstads BK              | 1-0, 1-1             |
| 1997 |            | Olympique de Lió         |            | Montpellier Hérault SC    | 1-0, 3-2             |
| 1997 |            | AJ Auxerre               |            | MSV Duisburg              | 0-0, 2-0             |
| 1998 |            | València CF              |            | SV Salzburg               | 2-0, 2-1             |
| 1998 |            | SV Werder Bremen         |            | Vojvodina Novi Sad        | 1-0, 1-1             |
| 1998 |            | Bologna FC 1909          |            | Ruch Chorzów              | 1-0, 2-0             |
| 1999 |            | Montpellier Hérault SC   |            | Hamburger SV              | 1-1, 1-1 (3-0 pen.)  |
| 1999 |            | Juventus FC              |            | Stade Rennais FC          | 2-0, 2-2             |
| 1999 |            | West Ham United FC       |            | FC Metz                   | 1-0, 3-1             |
| 2000 |            | Udinese Calcio           |            | Sigma Olomouc             | 2-2, 4-2             |
| 2000 |            | Celta de Vigo            |            | FC Zenit Saint Petersburg | 2-1, 2-2             |
| 2000 |            | VfB Stuttgart            |            | AJ Auxerre                | 2-0, 1-1             |
| 2001 |            | Aston Villa FC           |            | FC Basel                  | 1-0, 4-1             |
| 2001 |            | Paris Saint Germain      |            | Brescia Calcio            | 0-0, 1-1             |
| 2001 |            | Troyes AC                |            | Newcastle United FC       | 0-0, 4-4             |
| 2002 |            | Màlaga CF                |            | Vila-real CF              | 1-0, 1-1             |
| 2002 |            | Fulham FC                |            | Bologna FC 1909           | 2-2, 3-1             |
| 2002 |            | VfB Stuttgart            |            | Lille OSC                 | 0-1, 2-0             |
| 2003 |            | Schalke 04               |            | SV Pasching               | 2-0, 0-0             |
| 2003 |            | Vila-real CF             |            | SC Heerenveen             | 2-1, 0-0             |
| 2003 |            | AC Perugia               |            | VfL Wolfsburg             | 1-0, 2-0             |
| 2004 |            | Lille OSC                |            | UD Leiria                 | 0-0, 2-0             |
| 2004 |            | Schalke 04               |            | Slovan Liberec            | 2-1, 1-0             |
| 2004 |            | Vila-real CF             |            | Atlètic de Madrid         | 2-0, 0-2, (3-1 pen.) |
| 2005 |            | Hamburger SV             |            | València CF               | 1-0, 0-0             |
| 2005 |            | RC Lens                  |            | CFR Cluj                  | 1-1, 3-1             |
| 2005 |            | Olympique de Marsella    |            | Deportivo de La Coruña    | 0-2, 5-1             |

### Copa Intertoto des de 2006
| Any          | Copa Intertoto (Guanyadors de la 3a ronda) Els 11 guanyadors es classifiquen per a la segona ronda prèvia de la Copa de la UEFA | Copa Intertoto (Guanyadors de la 3a ronda) Els 11 guanyadors es classifiquen per a la segona ronda prèvia de la Copa de la UEFA | Copa Intertoto (Guanyadors de la 3a ronda) Els 11 guanyadors es classifiquen per a la segona ronda prèvia de la Copa de la UEFA | Copa Intertoto (Guanyadors de la 3a ronda) Els 11 guanyadors es classifiquen per a la segona ronda prèvia de la Copa de la UEFA |
| ------------ | --- | --- | --- | --- |
| 2006 detalls | Newcastle United | FC Twente | Odense BK | Ethnikos Achna FC |
| 2006 detalls | Auxerre | Kayserispor | Grasshopper-Club Zürich | Olympique de Marsella |
| 2006 detalls | Hertha BSC Berlin | SV Ried | NK Maribor | |
| 2007 detalls | Atlètic de Madrid | Blackburn Rovers | RC Lens | Oţelul Galaţi |
| 2007 detalls | UC Sampdoria | Hamburger SV | Hammarby IF | Rapid Viena |
| 2007 detalls | Aalborg BK | Tobol Kostanay | UD Leiria | |
| 2008 detalls | Aston Villa FC | Deportivo de La Coruña | IF Elfsborg | Grasshopper Zürich |
| 2008 detalls | SSC Napoli | Rennes | Rosenborg BK | SC Braga |
| 2008 detalls | Sturm Graz | VfB Stuttgart | FC Vaslui | |

Nota: En negreta el guanyador final, l'equip que més lluny arriba en la Copa de la UEFA.